# Neunzehntberg

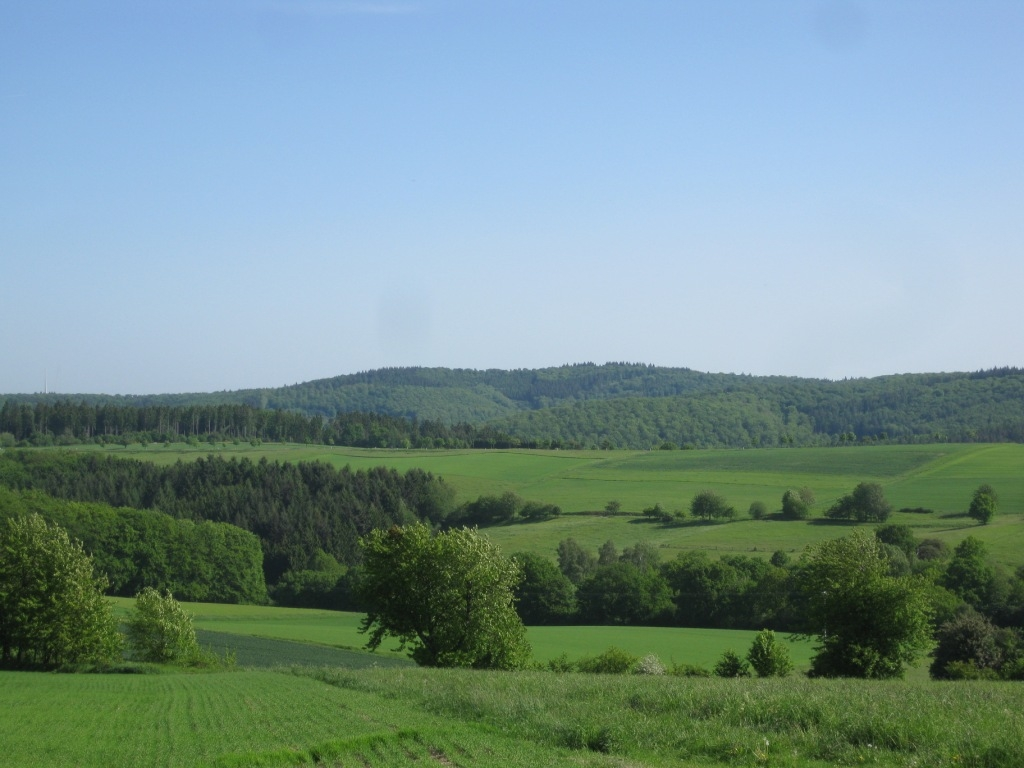
Blick von Süden aus Richtung des Taunushauptkamms zum Neunzehntberg

Der Neunzehntberg bei Fischbach im hessischen Rheingau-Taunus-Kreis ist ein etwa 530 m ü. NHN hohe Erhebung im Mittelgebirge Taunus.
Der bewaldete Berg ist die höchste Erhebung am südöstlichen Beginn der Hochscholle des Kemeler Rücken und nach Mappershainer Kopf (548 m), Grauem Kopf (543,4 m) und Gesteinteheck (537,2 m) die vierthöchste Erhebung im Westlichen Hintertaunus.

## Geographie

### Lage
Der Neunzehntberg liegt im Westlichen Hintertaunus im Naturpark Rhein-Taunus. Sein Gipfel erhebt sich knapp 2 km nordöstlich des Bad Schwalbacher Ortsteils Fischbach, das im tief eingeschnittenen Tal des Fischbachs liegt, und etwa 2,5 km (jeweils Luftlinie) südsüdwestlich des vom östlich des Bergs entspringenden Nesselbach durchflossenen Bad Schwalbacher Kernorts. Südlich des Bergs entspringt der kleine Grambach, der im Dorf Fischbach den Fischbach speist, und nördlich der Fischbach-Zufluss Dornbach.

### Naturräumliche Zuordnung
Der Neunzehntberg gehört in der naturräumlichen Haupteinheitengruppe Taunus (Nr. 30) und in der Haupteinheit Westlicher Hintertaunus (304) zur Untereinheit Westlicher Aartaunus (304.1).

### Berghöhe
Der Neunzehntberg ist nach auf topographischen Karten ersichtlichen Höhenlinien etwa oder etwas mehr als 530 m hoch. Rund 300 m westlich seines Gipfels liegt auf einem Waldweg eine 528,2 m (⊙) hohe Stelle.

## Verkehr und Wandern
Etwa 300 m östlich vorbei am Gipfel des Neunzehntbergs verläuft die Bundesstraße 260 (teils auch Bäderstraße Taunus genannt), die dort rund 500 m Höhe erreicht. Diese Straße kreuzt etwa 800 m nördlich des Gipfels die Landesstraße 3374 (Bad Schwalbach–Langenseifen). Von dieser wiederum zweigt rund 620 m (jeweils Luftlinie) westnordwestlich vom Gipfel die nach Fischbach führende Kreisstraße 669 ab. Zum Beispiel an diesen Straßen beginnend kann man den Berg auf Waldwegen und -pfaden erwandern.